# 史敬奉
史 敬奉（し けいほう、生没年不詳）は、唐代の軍人。本貫は霊州霊武県。

## 経歴
若くして朔方軍に仕えて牙将となった。元和14年（819年）、敬奉は吐蕃を塩州城下で撃破した。先だって吐蕃が連年にわたって唐の西北辺境を侵犯していたことから、敬奉は朔方節度使の杜叔良に兵3000を求め、1カ月分の食糧を持って、吐蕃との境界に深く進入したいと上申した。杜叔良は2500人を敬奉に与えた。敬奉は進軍すること十数日、その行方を絶ち、吐蕃の兵の後方に突然姿を現した。吐蕃軍は恐慌に陥って潰走し、敬奉はこれを大いに破った。
敬奉の体躯は小柄で、成年の衣服を着ることができなかった。しかし野外を馳逐して、勢いよく走る馬を捕らえることができ、鞍とくつわを挟んで飛び乗った。手綱を後ろに矛と矢を手にすると、前に匹敵する者はなかった。甥や僮使200人ばかりをいつも従えていた。吐蕃に侵入しては、部隊を分散させて水草を追い求めさせ、数日行方知れずになったが、合流するとみな捕虜を得ていた。鳳翔の将の野詩良輔や涇原の将の郝玼とともに西北辺境で名を知られた。

## 伝記資料
- 『旧唐書』巻152 列伝第102
- 『新唐書』巻170 列伝第95